# Nyarwijima
Nyarwijima är ett periodiskt vattendrag i Burundi. Det ligger i den centrala delen av landet, 80 km sydost om huvudstaden Bujumbura.
Omgivningarna runt Nyarwijima är en mosaik av jordbruksmark och naturlig växtlighet. Runt Nyarwijima är det ganska tätbefolkat, med 199 invånare per kvadratkilometer.